# Jordbävningen på Notohalvön 2024
Jordbävningen på Notohalvön 2024 (japanska: 令和6年能登半島地震?, Reiwa 6-nen Noto-hantō jishin) var en jordbävning som inträffade måndagen den 1 januari 2024 klockan 16:10 lokal tid (07:10 UTC) på Notohalvön med magnitud 7,5 Mw.
Jordbävningen ledde till Japans första allvarliga tsunamivarning sedan jordbävningen vid Tōhoku 2011,  och en tsunami som mätte över 1,2 meter observerades längs Japanska havet.
United States Geological Survey (USGS) rapporterade en momentmagnitud på 7,5 Mw och Japans meteorologiska institut rapporterade en magnitud på 7,6 MJMA.

## Intensitet
Japans meteorologiska institut registrerade en maximal seismisk intensitet på 7 (Shindo 7), den högsta nivån på dess seismiska intensitetsskala. Detta var första gången som en jordbävning av den intensiteten hade observerats i landet sedan 2018. Den maximala intensiteten rapporterades i Shika, Ishikawa prefektur.

## Tsunami

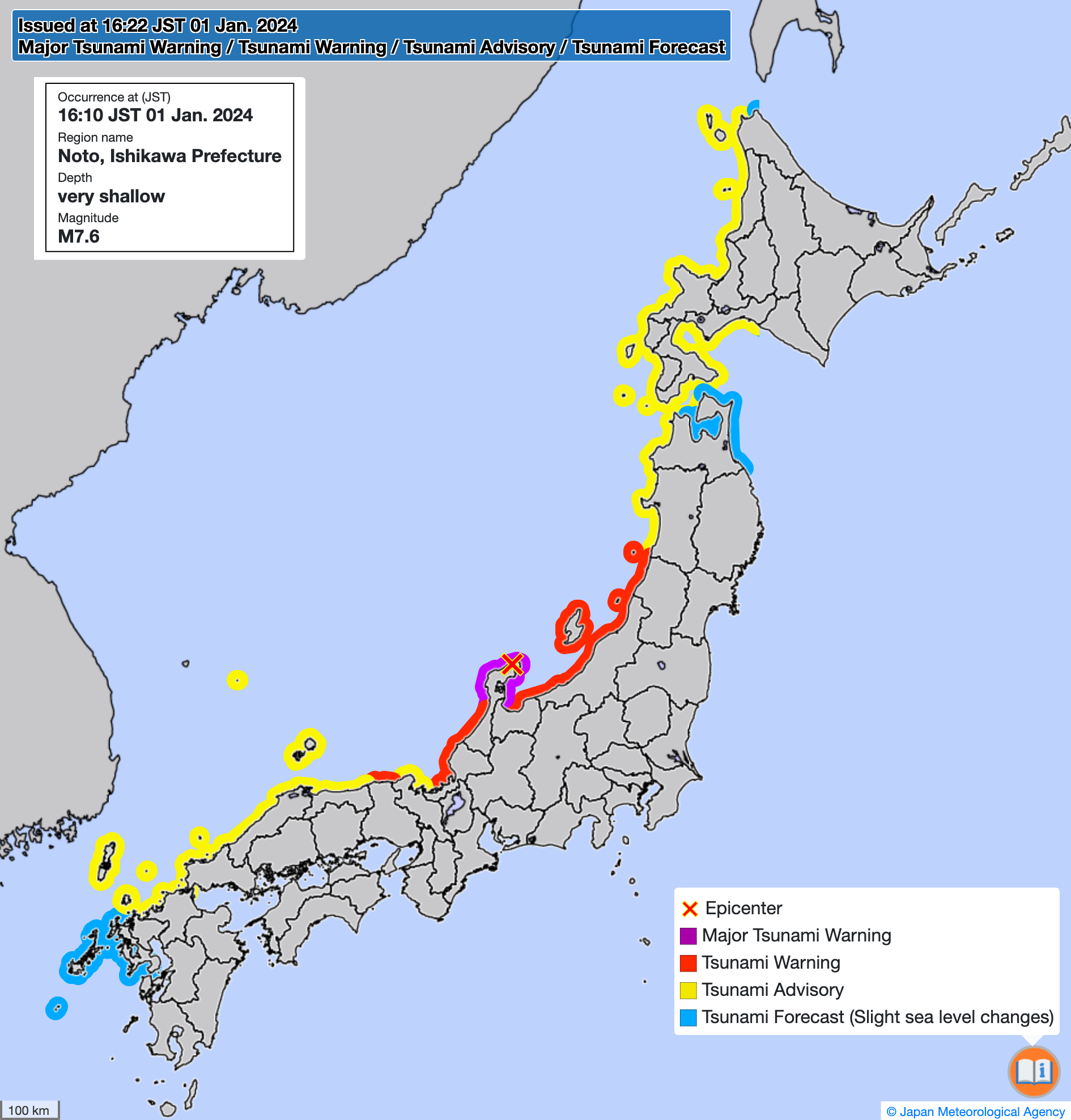
Karta över tsunamivarningar utfärdade av Japans meteorologiska institut den 1 januari 2024, 16:22 lokal tid.

Stora delar av Japans västkust, från Hokkaido i norr till Nagasaki prefektur i söder, placerades omedelbart under en tsunamivarning med evakueringsorder utfärdade i prefekturerna Ishikawa, Niigata, Toyama och Yamagata. Jordbävningen utlöste en allvarlig tsunamivarning, den första sedan jordbävningen i Tōhoku 2011. Public service-bolaget NHK gick ut med att tsunamivågor på 5 meter kunde förväntas, även om mycket mindre vågor senare kom.

## Flygkrasch
På kvällen den 2 januari inträffade en kollision på Haneda flygplats i Tokyo mellan ett flygplan från Japans kustbevakning som transporterade humanitärt bistånd till jordbävningsoffren i Niigata och Japan Airlines Flight 516, en A350-900 från Nya Chitose-flygplatsen som förstörde båda flygplanen. Alla 379 personer ombord på JAL-planet evakuerades, dock ådrog sig 15 personer skador. Kaptenen på kustbevakningens plan klarade sig med allvarliga skador, medan de återstående fem besättningsmedlemmarna omkom.